# Chính sách thuế quan trong nhiệm kỳ thứ hai của Donald Trump

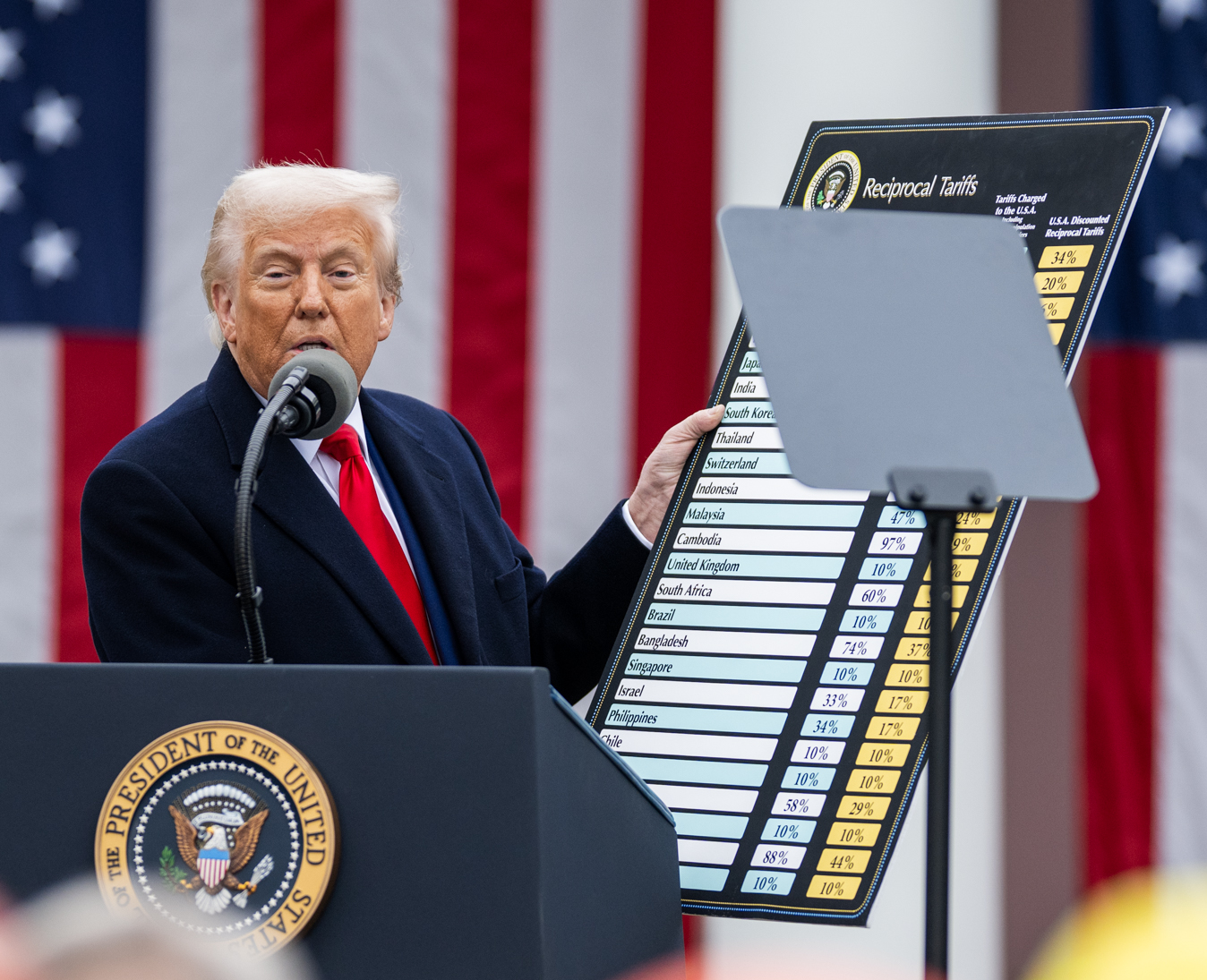
Trump đang chỉ vào một bảng với các mức thuế quan đối ứng trong bài phát biểu của ông vào ngày 2 tháng 4 năm 2025

Bản đồ các quốc gia và vùng lãnh thổ bị ảnh hưởng và tỷ lệ thuế quan "Ngày Giải phóng"

Chính sách thuế quan trong nhiệm kỳ thứ nhì của Donald Trump đã phản ánh sự leo thang của các chính sách thương mại bảo hộ tại Hoa Kỳ, với việc Trump công bố một loạt các mức thuế nhập khẩu "đối ứng" cao áp đặt lên tất cả các đối tác thương mại. Trong nhiệm kỳ tổng thống đầu tiên, Donald Trump đã áp đặt mức thuế quan đối với khoảng 380 tỷ đô la Mỹ hàng nhập khẩu vào Hoa Kỳ, tổng giá trị hàng hóa nhập khẩu vào Mỹ phải chịu mức thuế quan "đối ứng" trong nhiệm kỳ tổng thống thứ 2 của Trump dự kiến sẽ vượt quá 1,4 nghìn tỷ đô la Mỹ vào tháng 4 năm 2025.
Trump đã tiếp tục triển khai cuộc chiến thương mại với Trung Quốc, tăng thuế đối với Trung Quốc lên mức tổng thuế suất 54% sau ngày 9 tháng 4 năm 2025. Trump đã phát động một cuộc chiến thương mại với Canada và Mexico thứ nhì bằng cách áp đặt mức thuế 25% đối với hầu hết hàng hóa của Canada và Mexico, nhưng sau đó miễn trừ tất cả các hàng hóa tuân thủ USMCA vô thời hạn. Trump đã triển khai các hành động này như một cách để buộc các quốc gia này phải chịu trách nhiệm về nạn buôn bán ma túy bất hợp pháp và nhập cư bất hợp pháp trong khi vẫn hỗ trợ sản xuất trong nước. Vào ngày 12 tháng 3 năm 2025, mức thuế quan toàn cầu 25% đối với các sản phẩm thép và nhôm đã có hiệu lực.

## Diễn biến
Vào ngày 2 tháng 4, một ngày mà Trump đặt biệt danh là "Ngày Giải phóng", Trump đã công bố mức thuế nhập khẩu phổ thông 10% đối với tất cả hàng hóa được đưa vào Hoa Kỳ và thậm chí mức thuế suất cao hơn đối với 57 đối tác thương mại. Mức thuế suất cao hơn, được ông cho là đại diện cho các rào cản thương mại của các quốc gia nước ngoài áp đặt đối với Hoa Kỳ, được tính toán sơ bộ bằng cách lấy tổng giá trị thâm hụt thương mại của Hoa Kỳ với một quốc gia nhất định (kim ngạch xuất khẩu từ quốc gia đó vào Hoa Kỳ trừ đi kim ngạch nhập khẩu từ quốc gia đó từ Hoa Kỳ) chia đôi. Mức thuế cơ bản 10% có hiệu lực vào ngày 5 tháng 4 trong khi các mức thuế bổ sung bắt đầu có hiệu lực vào ngày 9 tháng 4. Ngày 3 tháng 4, mức thuế 25% đối với tất cả ô tô nhập khẩu đã có hiệu lực, với phụ tùng ô tô nhập khẩu dự kiến sẽ bị áp mức thuế quan này. Canada, Trung Quốc và Liên minh châu Âu đã công bố các mức thuế trả đũa, trong khi các quốc gia khác bắt đầu đàm phán chủ động để ngăn chặn khả năng tranh chấp thương mại bổ sung.
Mức "thuế đối ứng" này gây tranh cãi này  đã thúc đẩy sự trả đũa từ các đối tác thương mại và gây ra sự sụp đổ ngay lập tức của thị trường chứng khoán. Theo công thức thuế quan đối ứng của chính quyền Trump, thâm hụt thương mại của Hoa Kỳ được coi là có hại và cần phải được loại bỏ. Các nhà kinh tế được chính quyền Trump trích dẫn cho biết nghiên cứu của họ đã bị hiểu sai và công thức cũng như mục tiêu của chính quyền quá đơn giản và phi logic. Mức thuế này đã khiến cả Cục Dự trữ Liên bang và OECD dự báo tăng trưởng GDP giảm, cũng như làm tăng kỳ vọng về suy thoái kinh tế. Ngay sau khi công bố áp thuế đối ứng lên các đối tác của Mỹ ngay lập tức diễn ra sự sụp đổ thị trường chứng khoán năm 2025 với đợt bán tháo hoảng loạn.

## Bối cảnh
Kể từ những năm 1980, Trump đã ủng hộ thuế nhập khẩu như một công cụ để điều chỉnh thương mại và trả đũa các quốc gia nước ngoài mà ông tin rằng đã "ăn cắp" người Mỹ. Trong chiến dịch tranh cử tổng thống Hoa Kỳ, Trump đã hứa sẽ sử dụng thuế quan để đạt được nhiều mục tiêu khác nhau bao gồm ngăn ngừa chiến tranh, giảm thâm hụt thương mại, cải thiện an ninh biên giới và trợ cấp chăm sóc trẻ em. 
Mặc dù Trump đã nói rằng các nước ngoài phải chi trả mức thuế quan do ông áp đặt, tuy nhiên thuế quan mà Hoa Kỳ áp đặt lên hàng hóa nhập khẩu vào Hoa Kỳ là khoản phí do người tiêu dùng Mỹ và doanh nghiệp Mỹ phải chi trả trực tiếp hoặc dưới hình thức tăng giá. Ngay sau khi tái đắc cử nhiệm kỳ thứ hai, Trump thừa nhận rằng thuế quan có thể gây ra "một số đau đớn" cho người Mỹ nhưng nhấn mạnh rằng "tất cả đều xứng đáng với cái giá phải trả"."
| Quốc gia hoặc lãnh thổ                    | Thuế suất |
| ----------------------------------------- | --------- |
| Algeria                                   | 30%       |
| Angola                                    | 32%       |
| Bangladesh                                | 37%       |
| Bosnia and Herzegovina                    | 35%       |
| Botswana                                  | 37%       |
| Brunei                                    | 24%       |
| Cambodia                                  | 49%       |
| Cameroon                                  | 11%       |
| Chad                                      | 13%       |
| China                                     | 34%       |
| Democratic Republic of the Congo          | 11%       |
| Equatorial Guinea                         | 13%       |
| European Union                            | 20%       |
| Falkland Islands (Anh quốc)               | 41%       |
| Fiji                                      | 32%       |
| Guyana                                    | 38%       |
| India                                     | 26%       |
| Indonesia                                 | 32%       |
| Iraq                                      | 39%       |
| Israel                                    | 17%       |
| Ivory Coast                               | 21%       |
| Japan                                     | 24%       |
| Jordan                                    | 20%       |
| Kazakhstan                                | 27%       |
| Laos                                      | 48%       |
| Lesotho                                   | 50%       |
| Libya                                     | 31%       |
| Liechtenstein                             | 37%       |
| Madagascar                                | 47%       |
| Malawi                                    | 17%       |
| Malaysia                                  | 24%       |
| Mauritius                                 | 40%       |
| Moldova                                   | 31%       |
| Mozambique                                | 16%       |
| Myanmar                                   | 44%       |
| Namibia                                   | 21%       |
| Nauru                                     | 30%       |
| Nicaragua                                 | 18%       |
| Nigeria                                   | 14%       |
| North Macedonia                           | 33%       |
| Norway                                    | 15%       |
| Pakistan                                  | 29%       |
| Philippines                               | 17%       |
| Serbia                                    | 37%       |
| South Africa                              | 30%       |
| South Korea                               | 25%       |
| Sri Lanka                                 | 44%       |
| Switzerland                               | 31%       |
| Syria                                     | 41%       |
| Taiwan                                    | 32%       |
| Thailand                                  | 36%       |
| Tunisia                                   | 28%       |
| Vanuatu                                   | 22%       |
| Venezuela                                 | 15%       |
| Vietnam                                   | 46%       |
| Zambia                                    | 17%       |
| Zimbabwe                                  | 18%       |
| Tất cả các quốc gia và vùng lãnh thổ khác | 10%       |